# Salatiga
Salatiga är en stad på centrala Java i Indonesien. Den ligger i provinsen Jawa Tengah och har nästan 200 000 invånare.

## Administrativ indelning
Staden är indelad i fyra underdistrikt (kecamatan):
- Argomulyo
- Sidomukti
- Sidorejo
- Tingkir